# Onandi Lowe
Onandi Lowe (Kingston, 2 dicembre 1974) è un ex calciatore giamaicano, di ruolo attaccante.

## Biografia
Anche suo figlio Damion è stato un calciatore professionista.

## Palmarès

### Club

#### Competizioni nazionali
- Flow Champions Cup: 1

Harbour View: 1994
- United Soccer Leagues First Division: 1

Rochester Rhinos: 2000
- Campionato inglese di quarta divisione: 1

Rushden & Diamonds: 2002-2003
- National Premier League: 1

Portmore Utd: 2007-2008